# Gheorghe Lazăr (gmina)
Gheorghe Lazăr – gmina w Rumunii, w okręgu Jałomica. Obejmuje tylko jedną miejscowość Gheorghe Lazăr. W 2011 roku liczyła 2319 mieszkańców. 